# الجمانية
الجمانية، هي قرية من فئة (أ) تقع في محافظة عفيف، والتابعة لمنطقة الرياض في السعودية. وتبعد الجمانية عن محافظة عفيف بمسافة تقارب (65) كم.